# Jan Albrecht (lekkoatleta)
Jan Albrecht (ur. 23 lipca 1981) – niemiecki lekkoatleta specjalizujący się w chodzie sportowym.

## Sukcesy sportowe
W 2000 r. zdobył w Eisenhüttenstadt srebrny medal Pucharu Europy w chodzie sportowym w chodzie na 10 kilometrów w kategorii juniorów oraz brązowy medal mistrzostw Niemiec w chodzie na 10 000 metrów. W 2002 r. zajął 19. miejsce podczas mistrzostw Europy w Monachium (w chodzie na 20 kilometrów). W 2003 r. zdobył brązowy medal halowych mistrzostw Niemiec, w chodzie na 5000 metrów. W 2005 r. zdobył dwa tytuły mistrza Niemiec, w chodzie na dystansie 10 000 metrów oraz w chodzie na dystansie 5000 metrów w hali. Kolejne medale mistrzostw Niemiec w chodzie zdobył w latach 2006 (srebrny – 5000 metrów w hali), 2007 (srebrny – 5000 metrów w hali i brązowy – 10 000 metrów) oraz 2008 (brązowy – 10 000 metrów).

## Rekordy życiowe
- chód na 5000 metrów (hala) – 19:09,60 – Sindelfingen 19/02/2005
- chód na 10 000 metrów – 39:48,94 – Wattenscheid 02/07/2005
- chód na 10 kilometrów – 41:23 – Hildesheim 14/09/2003
- chód na 20 kilometrów – 1:23:26 – Drezno 24/04/2005